# Густав Чермак
Густав Чермак, едлер фон Зейзенегг (нім. Gustav Tschermak Edler von Seysenegg; 19 квітня 1836, Літовел (Моравія) — 4 травня 1927, Відень) — австрійський мінералог і петрограф.

## Життєпис
Закінчив Віденський університет. З 1862 працював в Імператорському мінералогічному кабінеті у Відні (директор: 1868—1877). Професор Віденського університету (з 1868).
Основні праці з мінералогії алюмосилікатів; розробив теорію їхньої будови, засновану на уявленнях про ізоморфізм. Досліджував метеорити та запропонував гіпотезу про їх утворення у результаті вулканічних вибухів на астероїдах.
Заснував (1872) журнал Mineralogische Mitteilungen, згодом названий його ім'ям (Tschermaks Mineralogische und Petrographische Mitteilungen; нині Mineralogy and Petrology).
Член Імператорської Академії наук у Відні (1875, член-кор. 1866). Перший президент (1901) Віденського мінералогічного товариства (нині Австрійське мінералогічне товариство). Іноземний почесний член Петербурзької АН (1912).
На честь Густава Чермака названо мінерал чермакіт.
Син Густава Чермака, Еріх Чермак-Зейзенегг (1871—1962), був ученим-генетиком, працював над схрещуванням сільськогосподарських та садових рослин.
Похований на віденському Деблінгському цвинтарі.

## Праці
- Die mikroskopische Beschaffenheit der Meteoriten — Stuttgart, E. Schweizerbart'sche Verlagshandlung (1885). — Engl. Übersetzung: «The Microscopic Properties of Meteorites» von John A. Wood und E. Mathilde Wood, Smithsonian Institution, Washington D.C. (1964)
- «Lehrbuch der Mineralogie» — Wien, Hölder 1884 (9. Aufl. 1923)
- Lehrbuch der Mineralogie: mit 836 Original-Abb. u. 2 Farbendrucktaf. — 5. Aufl. — Wien: Hölder, 1897. Digitalisierte Ausgabe der Universitäts- und Landesbibliothek Düsseldorf

## Інтернет-ресурси
- Mineralogie und Kultur im Wien der Donaumonarchie – Zu Leben und Werk Gustav TSCHERMAKS (PDF; 421 kB)